# Anna Neumann von Wasserleonburg

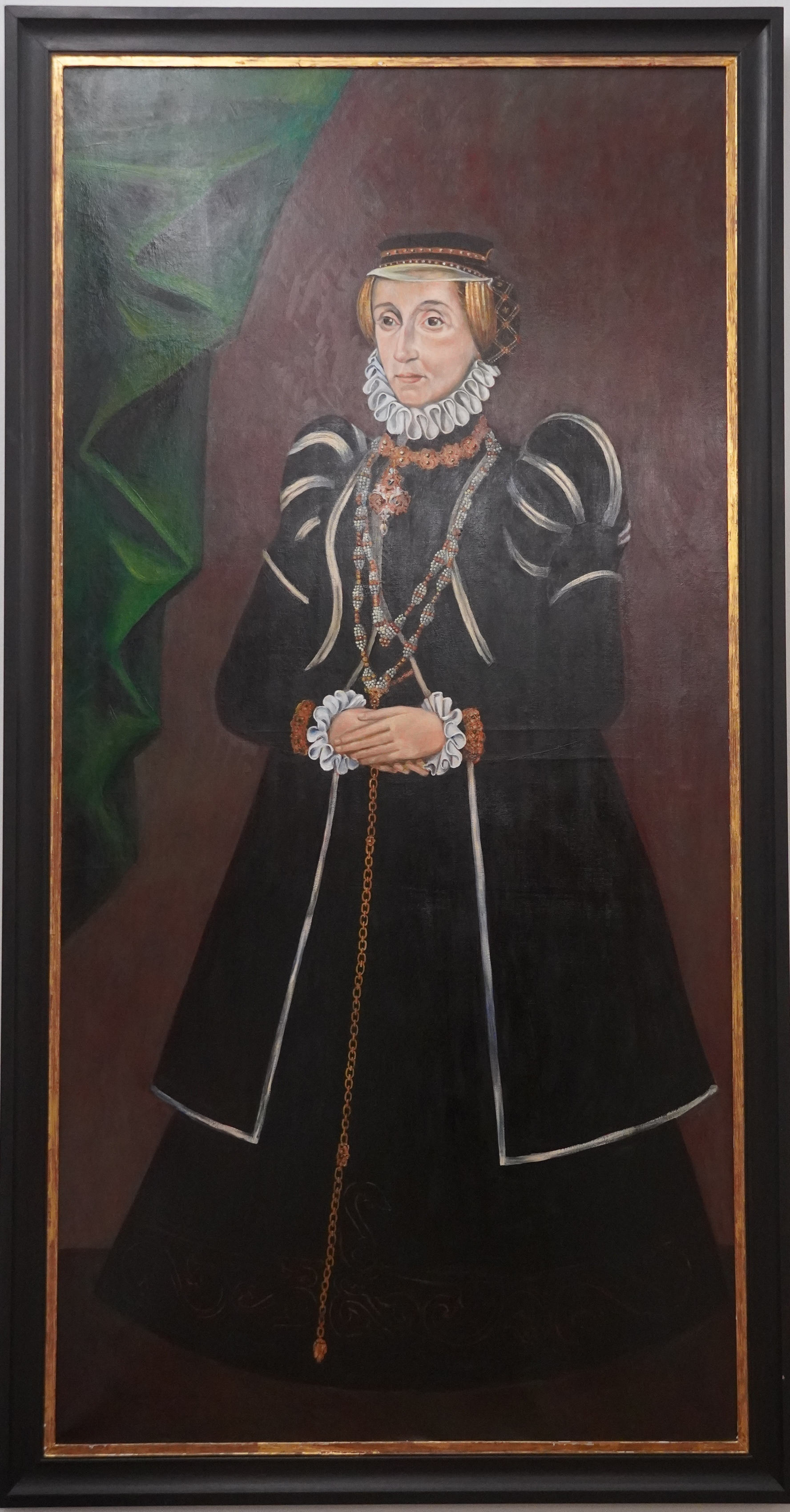
Anna Neumann von Wasserleonburg (~1585)

Anna Neumann von Wasserleonburg (* 25. November 1535 in Villach; † 18. Dezember 1623, vermutlich in Murau) war eine der reichsten und mächtigsten Frauen Innerösterreichs ihrer Zeit. Ihr Vermögen ging nach ihrem Tod in den Besitz ihres letzten Ehemanns über und begründete damit den Wohlstand der Schwarzenberg-Dynastie.

## Leben
Anna Neumann war die Tochter einer recht wohlhabenden Villacher Bürgerfamilie, die Eltern waren Willhelm und Barbara Neumann. Ihre Jugend verbrachte sie auf Schloss Wasserleonburg im Gailtal. Sie war insgesamt sechsmal verheiratet. Ihren Reichtum erreichte sie allerdings nicht nur über Erbschaften, sondern vor allem mit ihrem geschäftlichen Geschick.
Anna Neumann von Wasserleonburgs Ehemänner waren:
- Freiherr Hans Jakob von Thannhausen († um 1560), Bruder des damaligen Landeshauptmanns des Herzogtums Kärnten, 1. Ehe (Eheschließung um 1557)
- Christoph (II.) von Liechtenstein zu Murau († 1580), 2. Ehe (Eheschließung um 1565/66)
- Freiherr Ludwig Ungnad zu Sonnegg († um 1585 in Klagenfurt), 3. Ehe (Eheschließung um 1582)
- Freiherr Karl von Teuffenbach, 4. Ehe
- Graf Georg von Ortenburg-Salamanca (* um 1581; † 1616), 5. Ehe (Eheschließung am 1. November 1611 auf Schloss Obermurau)
- Graf Georg Ludwig von Schwarzenberg zu Hohenlandsberg († 1646), 6. Ehe (Eheschließung am 25. Juli 1617)

Ihre zweite Ehe brachte sie um 1566 nach Murau; dort wurde sie eine der bedeutendsten Persönlichkeiten der Stadtgeschichte. Unter ihrer Herrschaft, die sie von 1574 bis zu ihrem Tod ausübte, erlebte die Stadt Murau eine wirtschaftliche Blütezeit. Auch heute noch ist ihre Bronzefigur dort zu finden. Bis zu ihrem Lebensende blieb das Schloss in Murau ihr Hauptwohnsitz. Ihr Grab befindet sich seit 1873 in der Kapuzinerkirche der Stadt, als Protestantin wurde sie ursprünglich außerhalb der Elisabethkirche begraben.
Da ihre beiden Töchter aus erster Ehe bereits vor ihr verstorben waren, ohne Nachkommen zu hinterlassen, ging ihr Vermögen nach ihrem Tod in den Besitz ihres letzten Ehemanns Graf Georg Ludwig von Schwarzenberg über und begründete damit den Wohlstand der Schwarzenbergs. U.a. handelte es sich um Forstbesitz von rund 18.000 ha, welcher sich noch im Familienbesitz befindet; dazu gehört auch die Burgruine Frauenburg des Ulrich von Liechtenstein.